# Kristian Østberg
Kristian Østberg (født 8. november 1867 i Grue, Solør, død 21. februar 1942 i Ås) var en norsk jurist. 
Oprindelig uddannet som underofficer og senere som folkeskolelærer tog Østberg 1900 studentereksamen og 1905 juridisk embedseksamen, havde derefter en række år (1909—18) ansættelse i den norske statsrevision, blev 1915 dr. juris og fra 1918 knyttet til Norges Landbrugshøjskole i Ås som docent i retslære og nationaløkonomi, fra 1919 tillige til Krigsskolen som lærer i samfundslære. Foruden en række bidrag til tidsskrifter og leksika samt enkelte lærebøger har Østberg navnlig skrevet Norsk Bonderet I—IV (1914—26, I i ny udgave 1927), i hvilket værk han på grundlag af historisk materiale og oplysninger, indsamlede i marken, giver en værdifuld fremstilling af dele af den sædvaneret, som har udviklet sig blandt norske bønder med hensyn til landbrugets retsforhold, således bland andet af reglerne om kreaturleje, tjenesteforhold og tømmerdrift. Også sider af den færøske bonderet er behandlet i værket.